# Sulum
Sulum is een bestuurslaag in het regentschap Aceh Tamiang van de provincie Atjeh, Indonesië. Sulum telt 556 inwoners (volkstelling 2010).